# Olla v-nigrum
Olla v-nigrum är en skalbaggsart som först beskrevs av Étienne Mulsant 1866.  Olla v-nigrum ingår i släktet Olla och familjen nyckelpigor. Inga underarter finns listade i Catalogue of Life.

## Bildgalleri